# Opsion pappi
Opsion pappi är en tvåvingeart som beskrevs av Sevcik 2004. Opsion pappi ingår i släktet Opsion och familjen svampmyggor.
Artens utbredningsområde är Ungern. Inga underarter finns listade i Catalogue of Life.